# Genemesi
Genemesi è il secondo disco da solista del cantautore italiano Pierpaolo Bibbò, pubblicato nel 2012 dalla M.P. & Records e distribuito dalla G.T. Music Distribution.

## Descrizione
Registrato presso il "Diapasonstudio" di Arzachena l'album esce a trent'anni di distanza da Diapason. Il genere è ancora progressive rock, caratterizzato però da una ritmica decisamente più incalzante. Il tema trattato (si tratta di un album "concept") è l'eterno enigma sulla natura di Dio.

## Tracce
Testi e musiche di Pierpaolo Bibbò; edizioni musicali Micio Poldo.
1. Il viaggio
2. Fratello
3. Metastasi d'autunno
4. L'osservatore indifferente
5. Deus ex machina
6. Creati a immagine della tua vanità
7. L'urlo del pesce rosso
8. Dimmi chi è il tuo Dio?

## Musicisti
- Pierpaolo Bibbò - voce, chitarra acustica, chitarra elettrica, sintetizzatori, programmazione batteria, chitarra basso
- Fabio Orecchioni - chitarra acustica, chitarra elettrica
- Luca Agnello - violino in Metastasi d'autunno
- Silvia Ciudino - voce ne L'osservatore indifferente